# Psyttalia amboinensis
Psyttalia amboinensis är en stekelart som först beskrevs av David Timmins Fullaway 1919. 
Psyttalia amboinensis ingår i släktet Psyttalia och familjen bracksteklar. Inga underarter finns listade i Catalogue of Life.